# Daniel Johannes von Balluseck
Daniël Johannes (Day) von Balluseck (Utrecht, 8 maart 1895 – 's-Gravenhage, 29 februari 1976) was een Nederlands journalist en diplomaat. Hij was van 1929 tot 1949 hoofdredacteur van het Algemeen Handelsblad. Onder zijn leiding nam de krant tijdens de Tweede Wereldoorlog een ferme, liberale houding aan tegenover de Duitse bezetter en zijn Nederlandse handlangers. Als gevolg hiervan werd hij meermalen gearresteerd en in 1942 overgebracht naar kamp Haaren en later, als gijzelaar naar kamp Sint-Michielsgestel. Hier maakte hij deel uit van de Heeren Zeventien.
In 1949 verliet hij de journalistiek en werd permanent vertegenwoordiger van Nederland bij de Verenigde Naties in New York. Tijdens zijn ambtsperiode, die tot 1955 duurde, was Nederland gedurende twee jaar (1951-1952) lid van de Veiligheidsraad, die hij gedurende twee periodes van één maand voorzat. Na 1955 was hij nog ambassadeur te Moskou en Ottawa.
Wegens de impopulariteit van Duitsland na de Eerste Wereldoorlog gebruikte hij, naast zijn officiële achternaam "Von Balluseck", ook het Franse equivalent hiervan "De Balluseck".

## Afkomst
Von Balluseck werd geboren in de van origine Russische familie Von Balluseck. Zijn vader, Felix Adolph von Balluseck, luitenant-kwartiermeester in het Koninklijk Nederlandsch-Indisch Leger, was de derde zoon van Felix von Balluseck. Laatstgenoemde had zich onderscheiden in Nederlands-Indië tijdens de Tweede Atjehexpeditie. Zijn moeder, Johanna Wilhelmina Soeterik, was de oudste dochter van Daniël Johannes Soeterik naar wie Von Balluseck werd vernoemd. In 1995 werden drie leden van dit geslacht ingelijfd in de Nederlandse adel, onder wie de zoon van Daniel Johannes, Maarten von Balluseck (geboren 1925).

## Loopbaan
Von Balluseck bezocht in 1913, na de HBS in Den Haag doorlopen te hebben de Nederlandsche Handels-Hoogeschool te Rotterdam die juist dat jaar haar deuren geopend had. Hij onderbrak zijn studie voor enige tijd waarin hij naar Londen afreisde en aldaar aan het Nederlandse consulaat-generaal werkte. Hij bleef echter in Rotterdam studeren tot 1916 waarna hij de Nederlandsche Handels-Hoogeschool verliet zonder examens te doen. Hierna begon hij in 1917 een studie sociale en economische wetenschappen en rechtsgeleerdheid in Genève die hij eveneens niet voltooide. Hij schreef zich, terug in Nederland opnieuw in voor een studie rechtsgeleerdheid in Amsterdam maar vertrok in 1918 om als redacteur Buitenland voor het Algemeen Handelsblad te Amsterdam te gaan werken. Het Handelsblad zond hem in 1918 uit naar eerst Londen en daarna Parijs om daar, als "noodhulpcorrespondent" verslag te doen van de vredesconferentie die een eind zou maken aan de Eerste Wereldoorlog. In 1919 vertrok hij als correspondent naar New York waar hij tot 1925 bleef. Na vervolgens nog twee jaar in Genève en één jaar in Londen werd hij in 1929 benoemd tot hoofdredacteur naast zittend hoofdredacteur Jan Kalff Jr. die in 1931 aftrad.
Als hoofdredacteur van het Algemeen Handelsblad zette Von Balluseck de rechts-liberale koers van de krant voort. Hij had een grote afkeer voor het opkomende Nationaalsocialisme en bestreed dit dan ook in zijn artikelen. Zijn medewerkers liet hij grote vrijheid in hun artikelen. Het vertrouwen dat hij zijn medewerkers schonk werd slechts beschaamd door Max Blokzijl, correspondent te Berlijn, en S.S. Hoogterp, redacteur landbouw. Beide mannen kwamen na 10 mei 1940 openlijk voor hun lidmaatschap van de NSB uit, S.S. Hoogterp zou Von Balluseck tijdens de bezettingsjaren vervangen als hoofdredacteur.
Met de directeur van het Algemeen Handelsblad, A. Heldring, had Von Balluseck een gespannen verhouding. De eerste meende dat de felle wijze waarop de hoofdredacteur de Nationaal-Socialistische Beweging (NSB) bestreed, de krant te veel lezers kostte. Ook vond hij dat Von Balluseck overigens te weinig belangstelling voor, en kennis van, binnenlandse politiek had. De toon van de krant werd steeds meer bepaald door de directeur, die bij het Algemeen Handelsblad tevens hoofdredactionele zeggenschap had. Het conflict laaide zo hoog op dat er ten slotte ook van een persoonlijke incompatibiliteit gesproken werd. Het leidde ertoe dat Von Balluseck, met ingang van 1 januari 1938 ontslag werd verleend uit zijn functie, desalniettemin bleef hij de persoonlijke titel van "hoofdredacteur" voeren al werd zijn naam uit de kop van de krant verwijderd. Na Heldrings dood, in september 1938 hernam Von Balluseck zijn oude functie, hoewel zijn naam pas in 15 oktober 1939 weer in de kop van de krant verscheen.
Tijdens het eerste jaar van de Duitse bezetting bestreed het Algemeen Handelsblad onder Von Balluseck het nationaalsocialisme. Als gevolg hiervan groeide het aantal abonnees tot een ongekende hoogte: op 30 juni 1941 was dat ca. 60.000. In zijn kolommen verwelkomde Von Balluseck de totstandkoming van de Nederlandsche Unie in 1940. Hij had zelf een rol gespeeld bij de oprichting van de politieke beweging die door velen gezien werd als de tegenhanger van de door de bezetter begunstigde NSB. Op 7 juli 1941 werd Von Balluseck gearresteerd nadat er meermalen geen gehoor was gegeven aan de eis hem te ontslaan. Hij werd gevangengezet in de gevangenis van Scheveningen (Oranjehotel). Na een maand werd hij vrijgelaten zonder aan enig verhoor te zijn onderworpen. De Duitse eis hem te ontslaan was inmiddels ingewilligd door de nieuwe directie en commissarissen. Kort daarop (januari 1942) werd hij opnieuw gearresteerd en als gijzelaar overgebracht naar kamp Haaren en later naar kamp Sint-Michielsgestel. Tijdens zijn gevangenschap vertegenwoordigde hij de Liberale Staatspartij als lid van de groep de "Heeren Zeventien". In september 1944 kwam hij vrij.
Na de bevrijding van Nederland was Von Balluseck, in afwachting van de herverschijning van het Algemeen Handelsblad, dat een verschijningsverbod opgelegd had gekregen, voor korte tijd redacteur voor de Regeeringsvoorlichtingsdienst van Revue van buitenlandsche stemmen. Op 1 september 1945 verscheen het Handelsblad weer, echter niet onder NV Algemeen Handelsblad maar onder een stichting waarvan Dirk Uipko Stikker de voorzitter was. Na ruim vier jaar werd Von Balluseck weer hoofdredacteur. Hij trachtte van zijn krant een links-liberaal dagblad te maken naar voorbeeld van de toenmalige Manchester Guardian. De traditionele lezerskring van het Algemeen Handelsblad moest echter niets hebben van enig begrip voor het Indonesische nationalisme vanuit een links-socialistische invalshoek. Iets waar Von Balluseck blijkens een boekje, wat hij in 1945 uitgaf, zelf ook geen oog voor had.
In 1948 werd zijn vriend Dirk Uipko Stikker minister van Buitenlandse Zaken in het eerste kabinet-Drees. Hij vroeg Von Balluseck, die hem al een keer eerder geholpen had een redevoering op te stellen, hem bij te staan als adviseur. Von Balluseck combineerde zijn hoofdredacteurschap een tijd lang met zijn functie als adviseur, waarvoor een aparte kamer op het departement kreeg. Niet al zijn collega's konden deze combinatie van verantwoordelijkheden appreciëren, zo had hij nooit een diplomatieke opleiding genoten wat ook in zijn latere leven af en toe tot enige rancune leidde. Een jaar later ruilde hij zijn journalistieke carrière in voor een diplomatieke. Per 1 februari 1951 aanvaardde hij de post van permanent vertegenwoordiger bij de Verenigde Naties in New York. Tijdens zijn ambtsperiode was Nederland gedurende twee jaar (1951-1952) lid van de Veiligheidsraad die Von Balluseck gedurende twee periodes van één maand voorzat. In 1955 liep zijn ambtstermijn af en werd hij buitengewoon en gevolmachtigd ambassadeur te Moskou en later (1958) te Ottawa.
Tijdens Von Ballusecks ambtsperiode in Ottawa (1950) kreeg minister-president Jan de Quay, bij de formatie van zijn kabinet de suggestie zittend minister van Buitenlandse Zaken, Joseph Luns te vervangen door Von Balluseck. Het bleef bij een suggestie en twee jaar later keerde Von Balluseck gepensioneerd terug naar Nederland. Namens het ministerie van Buitenlandse Zaken was hij tot 1969 staflid van het Defensie Studie Centrum en van 1962 tot 1971 voorzitter van het Nederlandsch Genootschap voor Internationale Zaken. Tevens schreef hij tot 1971 ook een wekelijkse rubriek over internationale aangelegenheden in de Haagsche Courant.

## Persoonlijk
Von Balluseck trouwde op 25 juni 1924 in New Jersey met Jacqueline Wijnanda Volk met wie hij een jaar later een zoon had. In 1932 liep het huwelijk ten einde en hij hertrouwde exact een maand later in 's-Gravenhage met Erry Anna Eringaard, kleindochter van Jacob Cornelis van Marken. Dit huwelijk bleef kinderloos. Hij ontving tijdens zijn leven verschillende onderscheidingen, zo was hij ridder in de Orde van de Nederlandse Leeuw en officier in de Orde van Oranje-Nassau. Hij overleed op 27 februari 1976 na een kortstondige ziekte in 's-Gravenhage.

## Jongensboeken
Onder het pseudoniem Henk Helder schreef von Balluseck twee jongensboeken:
- Pasja en het geheim van Belversven (1941); over een groep jongens die bij het Belversven op de Kampina een internationale misdadigersbende op het spoor komt. Het boek werd geïllustreerd door Marten Toonder en beleefde twee herdrukken.[2]
- Het mysterie van de zilverberken (1949)[3]